# ویلیام توماس بلانفورد
ویلیام توماس بلَنفُرد (یا بلانفورد) (به انگلیسی: William Thomas Blanford) (زادهٔ ۷ اکتبر ۱۸۳۲- مرگ ۲۳ ژوئن ۱۹۰۵) زمین‌شناس و طبیعی‌دان انگلیسی بود. برجسته‌ترین اثر او جانوران هند بریتانیا، سیلان و برمه بود.

## زندگی
بلنفُرد در لندن زاده‌شد و در برایتون و پاریس دانش‌آموخت. چندی را در چیویتاوکیا به بازرگانی گذراند. در ۱۸۵۱ به لندن بازگشت و برانگیخته‌شد تا به آموزشگاه پادشاهی معادن (که امروزه بخشی از کالج سلطنتی لندن است) بپیوندد. چندی پس از آن مدت یک سال را صرف فراگرفتن آموزش معدن‌کاری در فرایبرگ نمود. در ۱۸۵۴ به همراه برادرش -هنری بلَنفُرد- به پیمایش زمین‌شناسانه هندوستان پیوست و تا ۱۸۸۲ که بازنشست شد در خدمت این سازمان بود. پس از بازنشستگی بود که به نگارش رشته کتاب‌های جانوران هند بریتانیا، سیلان و برمه همت گماشت.
او در بسیاری از بخش‌های هند به مطالعات زمین‌شناسانه پرداخت. ولی پژوهش‌هایش تنها در زمینهٔ زمین‌شناسی نبود؛ او به جانورشناسی به ویژه در زمینهٔ شکم‌پایان و مهره‌داران نیز علاقه‌داشت. در ۱۸۶۶ او در سفری اکتشافی به اتیوپی همراه بود و در سال‌های ۱۸۷۱–۱۸۷۲ عضو کمیسیون تعیین مرزهای ایران بود. او از شهرهای ایران چون شیراز، اصفهان و تهران گذشته بود و البرز را دید و از راه دریای مازندران رهسپار انگلستان شد. وی دربارهٔ تاریخ طبیعی سرزمین‌هایی که دیده بود، قلم‌فرسایی نمود و در زمان خود این به‌روزترین و سودمندترین دانسته‌ها در این زمینه بود.